# Tournoi de tennis de Bangkok
Le tournoi de Bangkok est un tournoi international de tennis masculin faisant partie de l'ATP Challenger Tour ayant lieu tous les ans au mois de janvier à Bangkok en Thaïlande. Il a été créé en 2009 et se joue sur dur extérieur.
Le tournoi ATP de Thaïlande se joue également à Bangkok, la première édition ayant eu lieu en 1980.

## Palmarès

### Simple
| Année | Vainqueur           | Finaliste           | Score           |
| ----- | ------------------- | ------------------- | --------------- |
| 2009  | Florian Mayer       | Danai Udomchoke     | 7-5, 6-2        |
| 2010  | Grigor Dimitrov     | Konstantin Kravchuk | 6-1, 6-4        |
| 2011  | Cedrik-Marcel Stebe | Amir Weintraub      | 7-5, 6-1        |
| 2012  | Dudi Sela           | Yuichi Sugita       | 6-1, 7-5        |
| 2013  | Blaž Kavčič         | Jeong Suk-young     | 6-3, 6-1        |
| 2014  | Chung Hyeon         | Jordan Thompson     | 7-60, 6-4       |
| 2015  | Yuichi Sugita       | Marco Trungelliti   | 6-4, 6-2        |
| 2016  | Mikhail Youzhny     | Go Soeda            | 6-3, 6-4        |
| 2017  | Janko Tipsarević    | Blaž Kavčič         | 6-3, 7-61       |
| 2018  | Marcel Granollers   | Mats Moraing        | 4-6, 6-3, 7-5   |
| 2019  | Henri Laaksonen     | Dudi Sela           | 6-2, 6-4        |
| 2020  | Attila Balázs       | Aslan Karatsev      | 7-65, 0-6, 7-66 |

### Double
| Année | Vainqueurs                            | Finalistes                             | Score             |
| ----- | ------------------------------------- | -------------------------------------- | ----------------- |
| 2009  | Joshua Goodall Joseph Sirianni        | Mikhail Elgin Alexander Kudryavtsev    | 6-3, 6-1          |
| 2010  | Gong Maoxin Li Zhe                    | Yuki Bhambri Ryler DeHeart             | 6-3, 6-4          |
| 2011  | Pierre-Ludovic Duclos Riccardo Ghedin | Nicholas Monroe Ludovic Walter         | 6-4, 6-4          |
| 2012  | Divij Sharan Vishnu Vardhan           | Lee Hsin-han Peng Hsien-yin            | 6-3, 6-4          |
| 2013  | Chen Ti Huang Liang-chi               | Jeong Suk-young Nam Ji-sung            | 6-3, 6-2          |
| 2014  | Pruchya Isarow Nuttanon Kadchapanan   | Chen Ti Peng Hsien-yin                 | 6-4, 6-4          |
| 2015  | Bai Yan Riccardo Ghedin               | Chen Ti Li Zhe                         | 6-2, 7-5          |
| 2016  | Johan Brunström Andreas Siljeström    | Gero Kretschmer Alexander Satschko     | 6-3, 6-4          |
| 2017  | Grégoire Barrère Jonathan Eysseric    | Yuichi Sugita Wu Di                    | 6-3, 6-2          |
| 2018  | Gerard Granollers Marcel Granollers   | Zdeněk Kolář Gonçalo Oliveira          | 6-3, 7-66         |
| 2019  | Gong Maoxin Zhang Ze                  | Hsieh Cheng-peng Christopher Rungkat   | 6-4, 6-4          |
| 2020  | Andrey Golubev Aleksandr Nedovyesov   | Sanchai Ratiwatana Christopher Rungkat | 3-6, 7-61, [10-5] |